# 延斯·克罗克尔
延斯·克罗克尔（德語：Jens Kroker，1969年5月8日—），德国男子帆船运动员。他曾代表德国参加2000年、2004年、2008年、2012年和2016年夏季残疾人奥林匹克运动会帆船比赛，获得一枚金牌和二枚银牌。